# Högbysjön
Högbysjön är en sjö i Örnsköldsviks kommun i Ångermanland och ingår i Idbyåns huvudavrinningsområde. Sjön har en area på 1,11 kvadratkilometer och ligger 42,1 meter över havet. Sjön avvattnas av vattendraget Idbyån (Landsjöån).

## Delavrinningsområde
Högbysjön ingår i det delavrinningsområde (702790-165450) som SMHI kallar för Utloppet av Högbysjön. Medelhöjden är 57 meter över havet och ytan är 5,09 kvadratkilometer. Räknas de 31 avrinningsområdena uppströms in blir den ackumulerade arean 210,42 kvadratkilometer. Avrinningsområdets utflöde Idbyån (Landsjöån) mynnar i havet. Avrinningsområdet består mestadels av skog (28 procent), öppen mark (22 procent) och jordbruk (27 procent). Avrinningsområdet har 1,1 kvadratkilometer vattenytor vilket ger det en sjöprocent på 21,6 procent.